# Fade Out (小泉今日子の曲)
「Fade Out」（フェイド・アウト）は、小泉今日子の27枚目のシングル。1989年5月10日にビクター音楽産業からリリースされた

## 概要・背景
小泉は近田春夫がかつてメンバーの一人であったバンド ハルヲフォンや、プロデュースを手掛けたジューシィ・フルーツの曲を非常に好んでおり、近田への楽曲提供依頼も小泉自身の希望によるものである。小泉は原宿にある喫茶店で近田と直接会って話したところ、「俺は今、4つ打ちのハウスしか興味ないから、それでもいいならやろう」と提案され、これに対して「やります!」と即答した。近田は、歌謡曲的なメロディというものをどうやったらハウスのフォーマットの中に嵌め込めるかを考えながら曲を作っていったという。
1989年9月末を以て番組が終了となったTBSテレビ系『ザ・ベストテン』では、同曲が小泉にとって最後のランクインとなった。

## リリース
本作はレコード・8cmCD・シングルカセットの3形態でリリースされた。レコードに収録されたShort Ver.は未CD化である。

## 収録曲
全曲 作詞・作曲・編曲：近田春夫
1. Fade Out［5:03］
2. 集中できない［4:04］

## 収録アルバム
- 14thアルバム 『KOIZUMI IN THE HOUSE』
- ベスト・アルバム 『Kyon30〜なんてったって30年!〜』[5]
- ベスト・アルバム 『コイズミクロニクル〜コンプリートシングルベスト 1982-2017〜』[6]